# Domart-sur-la-Luce
Domart-sur-la-Luce is een gemeente in het Franse departement Somme (regio Hauts-de-France) en telt 425 inwoners (1999). De plaats maakt deel uit van het arrondissement Montdidier.

## Geografie
De oppervlakte van Domart-sur-la-Luce bedraagt 8,5 km², de bevolkingsdichtheid is 50,0 inwoners per km².
De onderstaande kaart toont de ligging van Domart-sur-la-Luce met de belangrijkste infrastructuur en aangrenzende gemeenten.

## Demografie
Onderstaande figuur toont het verloop van het inwonertal (bron: INSEE-tellingen).